# Eumenes formosensis
Eumenes formosensis är en stekelart som beskrevs av Giordani Soika 1941. Eumenes formosensis ingår i släktet krukmakargetingar, och familjen Eumenidae. Inga underarter finns listade i Catalogue of Life.